# Itapirapuã
Itapirapuã este un oraș în Goiás (GO), Brazilia.